# Ouayalgui
Ouayalgui är en ort i Burkina Faso.   Den ligger i regionen Plateau-Central, i den centrala delen av landet, 100 km öster om huvudstaden Ouagadougou. Ouayalgui ligger 274 meter över havet och antalet invånare är 2 049.
Terrängen runt Ouayalgui är platt. Runt Ouayalgui är det ganska tätbefolkat, med 139 invånare per kvadratkilometer.. Närmaste större samhälle är Gandaogo, 19,5 km nordost om Ouayalgui.
Omgivningarna runt Ouayalgui är en mosaik av jordbruksmark och naturlig växtlighet.